# La Riera (Cangas de Onís)
La Riera es la parroquia  más amplia en extensión del concejo de Cangas de Onís, en el Principado de Asturias. Situada a 4 km del Santuario de Covadonga, es la puerta de entrada al parque nacional de los Picos de Europa. 
San Justo y San Pastor, conocidos popularmente como Los Santinos, son los patronos de La Riera. Su festividad se celebra el 6 de agosto.
En la actualidad, la ganadería y el turismo son las fuentes de ingreso de sus habitantes.

## Entidades de población
Alberga una población de 69 habitantes (INE, 2020) en 75 viviendas y en una extensión 79,158 km².
La parroquia cuenta con las entidades de población que vienen a continuación y con la siguiente toponimia oficial y población según el Instituto Nacional de Estadística:
- Llerices, lugar (25 habitantes)
- La Riera, lugar (44 habitantes)